# Barwon (New South Wales)

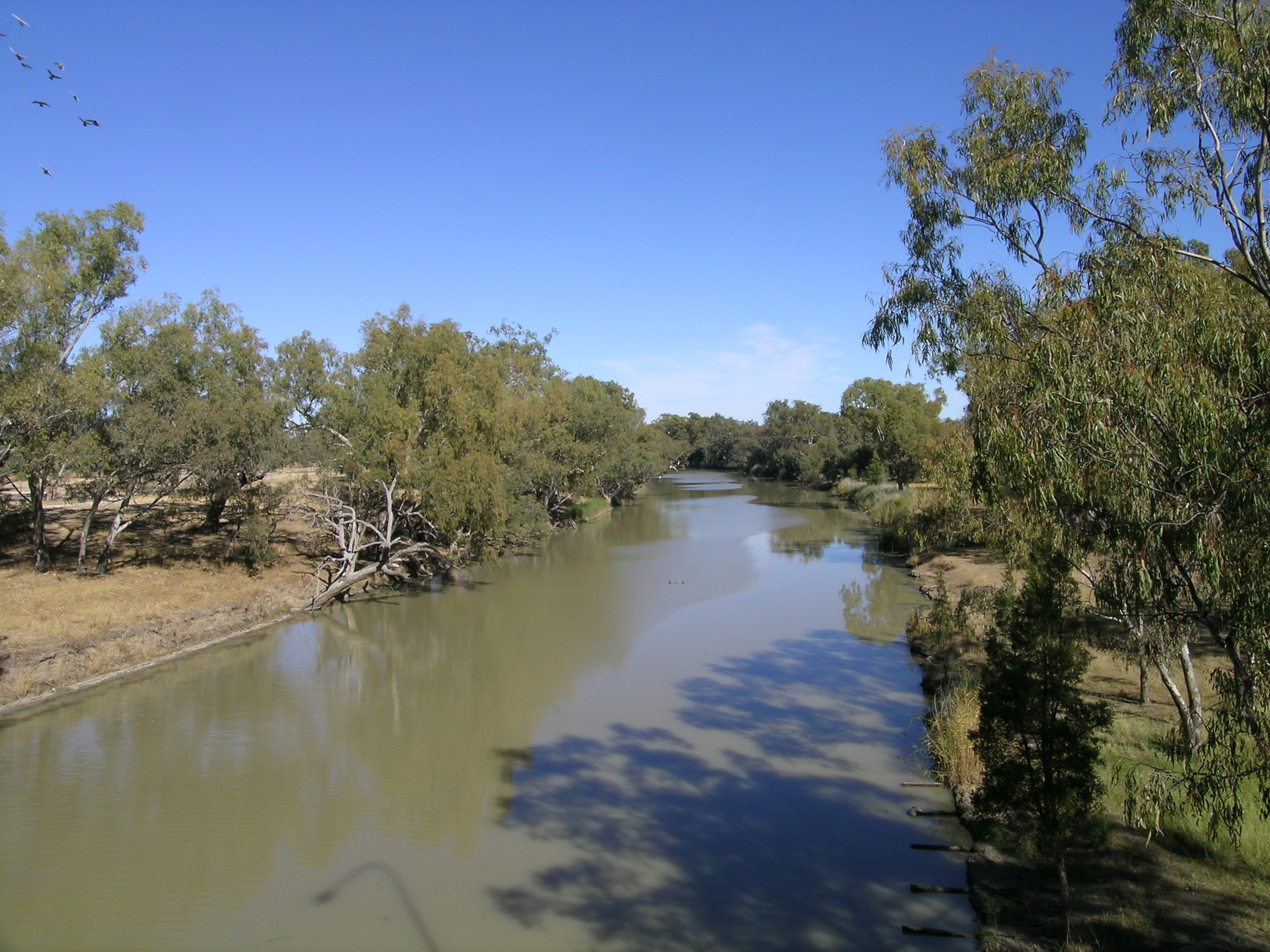
De Barwon.

De rivier Barwon stroomt in de Australische staat New South Wales, tussen de rivieren MacIntyre en Gwydir, en vormt gedeeltelijk de grens met de staat Queensland. De naam Barwon is afgeleid van een Aboriginalwoord, dat 'brede stroom' betekent. De rivier Barwon is de belangrijkste zijrivier van de rivier Darling.